# Пальпиграды
Пальпигра́ды, или щупальцеходные (лат. Palpigradi) — маленький отряд беспозвоночных класса паукообразных, включающий два семейства и 7 родов, в которых описаны менее ста видов. В ископаемом состоянии известен с мелового периода (бирманский янтарь, около 99 млн лет назад).

## Описание
Длина тела — от 0,5 до 2 мм. Они имеют тонкую, бледную и сегментированную покровную систему, а также сегментированное тело, которое оканчивается состоящим из 15 сегментов хвостообразным жгутиком.

## Экология и местообитание
Распространены всеконтинентально, за исключением арктического и антарктического регионов. Для выживания им необходимо влажное место обитания. Они всегда прячутся от света, и поэтому их можно найти в земле под камнями и скалами, осевшими в землю.
Возможно, единственный отряд среди паукообразных, включающий исключительно чистых вегетарианцев.

## Систематика
Около 80 видов, 7 родов.
Eukoeneniidae Petrunkevitch, 1955
- Allokoenenia Silvestri, 1913 (1 вид)[10]
- Eukoenenia Boerner, 1901 (70 видов)[11][12][13]
  - = Koenenia Grassi & Calandruccio, 1885 nec Beushausen, 1884
- Koeneniodes Silvestri, 1913 (8 видов)
- Leptokoenenia Condé, 1965 (5 видов)[14]
- †Electrokoenenia (1 вид, Electrokoenenia yaksha)

Prokoeneniidae Condé, 1996
- Prokoenenia Börner, 1901 (6 видов)[13][16]
- Triadokoenenia Condé, 1991 (1 вид)[17]

incertae sedis
- †Paleokoenenia Rowland & Sissom, 1980 (1 вид, †Paleokoenenia mordax Rowland & Sissom, 1980)[18]